# Alexander Kopacz
Alexander Kopacz (* 26. Januar 1990 in London (Ontario)) ist ein kanadischer Bobsportler.

## Werdegang
Alexander Kopacz wechselte 2013 als Kugelstoßer von der Leichtathletik zum Bobsport. In der Saison 2014/15 stieg er in den Weltcup als Anschieber des Viererbobs von Chris Spring ein. In der Folgesaison erreichte er im Viererbob von Justin Kripps den ersten Podestplatz im Weltcup.
In der Saison 2017/18 gewann Kopacz zusammen mit Justin Kripps den Gesamtweltcup im Zweier. Bei den Olympischen Winterspielen 2018 in Pyeongchang errang er ebenfalls mit Justin Kripps die Goldmedaille im Zweierbob.